# Samsonivka, Krasnodon
Samsonivka (în ucraineană Самсонівка) este localitatea de reședință a comunei Samsonivka din raionul Krasnodon, regiunea Luhansk, Ucraina.

## Demografie
Componența lingvistică a localității Samsonivka
     Rusă (85,96%)
     Ucraineană (13,96%)
Conform recensământului din 2001, majoritatea populației localității Samsonivka era vorbitoare de rusă (85,96%), existând în minoritate și vorbitori de ucraineană (13,96%).